# Mistrovství Evropy ve fotbale hráčů do 21 let 2013
Mistrovství Evropy ve fotbale hráčů do 21 let 2013 se konalo v Izraeli od 5. do 18. června a bylo 19. ročníkem tohoto turnaje. Účastnili se hráči narození po 1. lednu 1990 (na začátku kvalifikace jim tudíž bylo maximálně 21 let). Španělsko obhájilo prvenství z roku 2011 a získalo tak svůj čtvrtý titul v této věkové kategorii.
Izrael byl zvolen jako pořadatelská země na kongresu UEFA 27. ledna 2011 v Nyonu ve Švýcarsku. Zvítězil před kandidaturami Bulharska, České republiky, Anglie a Walesu.

## Kvalifikace
Kvalifikace se účastnilo celkem 52 týmů (pořadatel Izrael měl účast jistou jako pořadatel), které byly rozlosovány do 10 skupin po 5 a 6 týmech. V kvalifikačních skupinách se týmy utkaly každý s každým doma a venku. Vítězové jednotlivých skupin a nejlepší čtveřice na druhých místech postoupili do baráže. Ta se hrála v říjnu 2012 systémem doma – venku a její vítězové postoupili na závěrečný turnaj.

### Kvalifikované týmy
- Izrael (hostitel)
- Anglie
- Itálie
- Německo
- Nizozemsko
- Norsko
- Rusko
- Španělsko

## Výzvy k bojkotu
K bojkotu turnaje pořádaného v Izraeli nejhlasitěji vyzývala kampaň Palestine Solidarity Campaign. Byla zorganizována petice proti pořádání turnaje v této zemi, která měla přimět prezidenta UEFA Michela Platiniho změnit rozhodnutí o pořadatelství. Další petice organizovaná skupinou Muslim Public Affairs Committee UK požadovala přenesení turnaje do Spojeného království poté, co noviny Daily Mail a The Jewish Chronicle zveřejnily informaci, že UEFA zvažuje obrátit se na Anglickou fotbalovou federaci, aby v případě eskalace palestinsko-izraelského konfliktu byla v záloze pro pořadatelství.
Zájem žurnalistů vzbudila i další petice organizovaná fotbalistou Frédéricem Kanouté, ale sklidila kritiku po zpochybnění některých jmen fotbalistů, která se objevila na seznamu. Kupříkladu Didier Drogba prohlásil, že petici nikdy nepodepsal. Jeho jméno bylo ze seznamu vyňato.

## Stadiony
| Jeruzalém         | Jeruzalém Netanja Petach Tikva Tel Aviv | Netanja            |
| ----------------- | --------------------------------------- | ------------------ |
| Stadion Teddy     | Jeruzalém Netanja Petach Tikva Tel Aviv | Stadion Netanja    |
| Kapacita: 31 733  | Jeruzalém Netanja Petach Tikva Tel Aviv | Kapacita: 13 610   |
|                   | Jeruzalém Netanja Petach Tikva Tel Aviv |                    |
| Petach Tikva      | Jeruzalém Netanja Petach Tikva Tel Aviv | Tel Aviv           |
| Stadion ha-Mošava | Jeruzalém Netanja Petach Tikva Tel Aviv | Bloomfield Stadium |
| Kapacita: 11 500  | Jeruzalém Netanja Petach Tikva Tel Aviv | Kapacita: 14 413   |
|                   | Jeruzalém Netanja Petach Tikva Tel Aviv |                    |

## Nasazení týmů
| Nejvýše nasazené týmy                    | Další nasazené týmy   | Nenasazené týmy                     |
| ---------------------------------------- | --------------------- | ----------------------------------- |
| - Izrael (jako A1) - Španělsko (jako B1) | - Anglie - Nizozemsko | - Itálie - Německo - Rusko - Norsko |

## Rozhodčí
V prosinci 2012 bylo oznámeno, že těchto šest hlavních rozhodčích bude řídit utkání na závěrečném turnaji:
- Ivan Bebek (Chorvatsko)
- Serhij Bojko (Ukrajina)
- Antony Gautier (Francie)
- Paweł Gil (Polsko)
- Ovidiu Haţegan (Rumunsko)
- Matej Jug (Slovinsko)

## Základní skupiny
Všechny uvedené časy jsou místní (izraelský letní čas, UTC+3).
|  | Tým postoupil do vyřazovacích bojů. |

### Základní skupina A
| Tým    | Z | V | R | P | VG | IG | +/- | Body |
| ------ | - | - | - | - | -- | -- | --- | ---- |
| Itálie | 3 | 2 | 1 | 0 | 6  | 1  | +5  | 7    |
| Norsko | 3 | 1 | 2 | 0 | 6  | 4  | +2  | 5    |
| Izrael | 3 | 1 | 1 | 1 | 3  | 6  | -3  | 4    |
| Anglie | 3 | 0 | 0 | 3 | 1  | 5  | -4  | 0    |

Vysvětlivky: Z – odehrané zápasy; V – výhry; R – remízy; P – prohry; VG – vstřelené góly; IG – inkasované góly; +/- – rozdíl skóre
| 5. června 2013 19:00          |        |                          |                                                                      |
| Izrael                        | 2 : 2  | Norsko                   | Stadion Netanja, Netanja diváci: 10 850 rozhodčí: Paweł Gil (Polsko) |
| Biton 16' (pen.) Turgeman 71' | Report | Pedersen 24' Singh 90+2' | Stadion Netanja, Netanja diváci: 10 850 rozhodčí: Paweł Gil (Polsko) |

| 5. června 2013 21:30 |        |             |                                                                                |
| Anglie               | 0 : 1  | Itálie      | Bloomfield Stadium, Tel Aviv diváci: 11 000 rozhodčí: Antony Gautier (Francie) |
|                      | Report | Insigne 79' | Bloomfield Stadium, Tel Aviv diváci: 11 000 rozhodčí: Antony Gautier (Francie) |

| 8. června 2013 19:00 |        |                                      |                                                                                 |
| Anglie               | 1 : 3  | Norsko                               | Stadion ha-Mošava, Petach Tikva diváci: 6 150 rozhodčí: Serhij Bojko (Ukrajina) |
| Dawson 57' (pen.)    | Report | Semb Berge 15' Berget 34' Eikrem 52' | Stadion ha-Mošava, Petach Tikva diváci: 6 150 rozhodčí: Serhij Bojko (Ukrajina) |

| 8. června 2013 21:30                          |        |        |                                                                                 |
| Itálie                                        | 4 : 0  | Izrael | Bloomfield Stadium, Tel Aviv diváci: 13 750 rozhodčí: Ovidiu Haţegan (Rumunsko) |
| Saponara 18' Gabbiadini 42', 53' Florenzi 71' | Report |        | Bloomfield Stadium, Tel Aviv diváci: 13 750 rozhodčí: Ovidiu Haţegan (Rumunsko) |

| 11. června 2013 19:00 |        |        |                                                                           |
| Izrael                | 1 : 0  | Anglie | Stadion Teddy, Jeruzalém diváci: 22 183 rozhodčí: Serhij Bojko (Ukrajina) |
| Kriaf 80'             | Report |        | Stadion Teddy, Jeruzalém diváci: 22 183 rozhodčí: Serhij Bojko (Ukrajina) |

| 11. června 2013 19:00 |        |                  |                                                                              |
| Norsko                | 1 : 1  | Itálie           | Bloomfield Stadium, Tel Aviv diváci: 7 130 rozhodčí: Ivan Bebek (Chorvatsko) |
| Strandberg 90' (pen.) | Report | Bertolacci 90+4' | Bloomfield Stadium, Tel Aviv diváci: 7 130 rozhodčí: Ivan Bebek (Chorvatsko) |

### Základní skupina B
| Tým        | Z | V | R | P | VG | IG | +/- | Body |
| ---------- | - | - | - | - | -- | -- | --- | ---- |
| Španělsko  | 3 | 3 | 0 | 0 | 5  | 0  | +5  | 9    |
| Nizozemsko | 3 | 2 | 0 | 1 | 8  | 6  | +2  | 6    |
| Německo    | 3 | 1 | 0 | 2 | 4  | 5  | -1  | 3    |
| Rusko      | 3 | 0 | 0 | 3 | 2  | 8  | -6  | 0    |

Vysvětlivky: Z – odehrané zápasy; V – výhry; R – remízy; P – prohry; VG – vstřelené góly; IG – inkasované góly; +/- – rozdíl skóre
| 6. června 2013 19:00 |        |       |                                                                        |
| Španělsko            | 1 : 0  | Rusko | Stadion Teddy, Jeruzalém diváci: 8 127 rozhodčí: Matej Jug (Slovinsko) |
| Morata 82'           | Report |       | Stadion Teddy, Jeruzalém diváci: 8 127 rozhodčí: Matej Jug (Slovinsko) |

| 6. června 2013 21:30            |        |                            |                                                                                  |
| Nizozemsko                      | 3 : 2  | Německo                    | Stadion ha-Mošava, Petach Tikva diváci: 10 248 rozhodčí: Ivan Bebek (Chorvatsko) |
| Maher 24' Wijnaldum 38' Fer 90' | Report | Rudy 47' (pen.) Holtby 81' | Stadion ha-Mošava, Petach Tikva diváci: 10 248 rozhodčí: Ivan Bebek (Chorvatsko) |

| 9. června 2013 19:00                                       |        |             |                                                                           |
| Nizozemsko                                                 | 5 : 1  | Rusko       | Stadion Teddy, Jeruzalém diváci: 4 589 rozhodčí: Antony Gautier (Francie) |
| Wijnaldum 38' L. de Jong 61' John 69' Hoesen 83' Fer 90+2' | Report | Čeryšev 65' | Stadion Teddy, Jeruzalém diváci: 4 589 rozhodčí: Antony Gautier (Francie) |

| 9. června 2013 21:30 |        |            |                                                                      |
| Německo              | 0 : 1  | Španělsko  | Stadion Netanja, Netanja diváci: 11 750 rozhodčí: Paweł Gil (Polsko) |
|                      | Report | Morata 86' | Stadion Netanja, Netanja diváci: 11 750 rozhodčí: Paweł Gil (Polsko) |

| 12. června 2013 19:00             |        |            |                                                                                    |
| Španělsko                         | 3 : 0  | Nizozemsko | Stadion ha-Mošava, Petach Tikva diváci: 10 025 rozhodčí: Ovidiu Haţegan (Rumunsko) |
| Morata 26' Isco 32' Vázquez 90+1' | Report |            | Stadion ha-Mošava, Petach Tikva diváci: 10 025 rozhodčí: Ovidiu Haţegan (Rumunsko) |

| 12. června 2013 19:00 |        |                              |                                                                        |
| Rusko                 | 1 : 2  | Německo                      | Stadion Netanja, Netanja diváci: 8 100 rozhodčí: Matej Jug (Slovinsko) |
| Dzagojev 22'          | Report | Herrmann 34' Rudy 69' (pen.) | Stadion Netanja, Netanja diváci: 8 100 rozhodčí: Matej Jug (Slovinsko) |

## Play off

### Semifinále
| 15. června 2013 18:30               |        |        |                                                                           |
| Španělsko                           | 3 : 0  | Norsko | Stadion Netanja, Netanja diváci: 12 048 rozhodčí: Serhij Bojko (Ukrajina) |
| Rodrigo 45+1' Isco 87' Morata 90+3' | Report |        | Stadion Netanja, Netanja diváci: 12 048 rozhodčí: Serhij Bojko (Ukrajina) |

| 15. června 2013 21:30 |        |            |                                                                                    |
| Itálie                | 1 : 0  | Nizozemsko | Stadion ha-Mošava, Petach Tikva diváci: 10 123 rozhodčí: Ovidiu Haţegan (Rumunsko) |
| Borini 78'            | Report |            | Stadion ha-Mošava, Petach Tikva diváci: 10 123 rozhodčí: Ovidiu Haţegan (Rumunsko) |

### Finále
| 18. června 2013 19:00                         |        |                         |                                                                         |
| Španělsko                                     | 4 : 2  | Itálie                  | Stadion Teddy, Jeruzalém diváci: 29 300 rozhodčí: Matej Jug (Slovinsko) |
| Alcântara 6', 31', 38' (pen.) Isco 66' (pen.) | Report | Immobile 10' Borini 80' | Stadion Teddy, Jeruzalém diváci: 29 300 rozhodčí: Matej Jug (Slovinsko) |

## Střelci branek
4 góly
- Álvaro Morata

3 góly
- Isco
- Thiago Alcântara

2 góly
- Manolo Gabbiadini
- Fabio Borini
- Leroy Fer
- Georginio Wijnaldum
- Sebastian Rudy

1 gól
- Álvaro Vázquez
- Rodrigo Moreno Machado
- Lorenzo Insigne
- Alessandro Florenzi
- Riccardo Saponara
- Andrea Bertolacci
- Ciro Immobile
- Marcus Pedersen
- Semb Berge
- Stefan Strandberg
- Jo Inge Berget
- Magnus Wolff Eikrem
- Harmeet Singh
- Craig Dawson
- Alon Turgeman
- Nir Biton
- Ofir Kriaf
- Adam Maher
- Luuk de Jong
- Ola John
- Danny Hoesen
- Lewis Holtby
- Patrick Herrmann
- Děnis Čeryšev
- Alan Dzagojev